# Nový židovský hřbitov v Teplicích
Nový židovský hřbitov v Teplicích se nachází v severozápadní části města Teplice v rámci městského hřbitova, přičemž má zvláštní vstup ze Hřbitovní ulice. Založen byl po uzavření starého židovského hřbitova v roce 1862 a rozkládá se na celkové ploše 21 322 m2. Čítá na 3500 náhrobků, mezi nimiž je řada cenných historizujících hrobek a náhrobních kamenů. Raritou je například tumba z roku 1936. U severovýchodní zdi se pak nachází dětské hroby. Součástí hřbitova je ale i 49 náhrobních kamenů, přenesených z židovského hřbitova v Mašťově. Hřbitov byl poničen během druhé světové války a v roce 1945 byli u jihozápadní zdi pohřbeno několik sovětských vojáků. V letech 2001 až 2010 probíhala celková rekonstrukce hřbitova. Ten byl v roce 2004 prohlášen kulturní památkou a stále se na něm pohřbívá.
V areálu hřbitova se nachází obřadní síň z roku 1900, domek hrobníka a márnice.